# Liga dos Campeões da UEFA de 2022–23 – Fase de Grupos
A Fase de Grupos da Liga dos Campeões da UEFA de 2022–23 foi disputada entre 6 de setembro de 2022 até 2 de novembro de 2022. Um total de 32 equipes competiram nesta fase para decidir os 16 lugares na oitavas de final.
O Eintracht Frankfurt fez  sua estreia na fase de grupos depois de vencer a Liga Europa da UEFA de 2021–22. Esta também marca a primeira vez que cinco clubes alemães entram na fase de grupos.

## Sorteio
O sorteio da fase de grupos foi realizado em 25 de agosto de 2022, às 18:00 CEST (19:00 TRT), em Istambul, Turquia. As 32 equipes serão sorteadas em oito grupos de quatro. Para o sorteio, as equipes foram distribuídas em quatro potes, cada um com oito equipes, com base nos seguintes princípios:
- O pote 1 contém os detentores do título da Liga Europa e os campeões das sete principais federações com base em seus coeficientes de países da UEFA de 2021/22.

As equipas da mesma federação e, por motivos políticos, as equipas da Ucrânia e da Bielorrússia, não puderam ser colocadas no mesmo grupo.
Em cada rodada, um conjunto de quatro grupos jogará suas partidas na terça-feira, enquanto o outro conjunto de quatro grupos jogará suas partidas na quarta-feira, com os dois conjuntos de grupos alternando entre cada rodada. Os jogos serão decididos após o sorteio, usando um sorteio de computador não mostrado ao público. Cada equipe não jogaria mais de duas partidas em casa ou duas partidas fora consecutivas, e jogaria uma partida em casa e uma partida fora na primeira e na última rodada (artigo 16.02 do Regulamento). Essa disposição foi diferente das temporadas anteriores, onde as mesmas duas equipes jogariam em casa na primeira e na última rodadas.

## Formato
Em cada grupo, as equipes jogarão umas contra as outras em ida e volta no formato de ida e volta. As duas melhores equipes de cada grupo avançam para as oitavas de final. Os terceiros colocados serão transferidos para o play-off da fase eliminatória da Liga Europa, enquanto os quartos colocados serão eliminados das competições europeias da temporada.
As equipes são classificadas de acordo com os pontos (3 pontos por vitória, 1 ponto por empate, 0 pontos por derrota). Se duas ou mais equipas estiverem empatadas em pontos, serão aplicados os seguintes critérios de desempate, pela ordem indicada, para determinar a classificação (ver artigo 17.º Igualdade de pontos – fase de grupos, Regulamento da UEFA Champions League):
1. Pontos em confrontos diretos entre as equipes empatadas;
2. Saldo de gols em confrontos diretos entre as equipes empatadas;
3. Gols marcados em confrontos diretos entre as equipes empatadas;
4. Se mais de duas equipes estiverem empatadas, e após a aplicação de todos os critérios de confronto direto acima, um subconjunto de equipes ainda estiver empatado, todos os critérios de confronto direto acima serão reaplicados exclusivamente a esse subconjunto de equipes;
5. Saldo de gols em todos os jogos do grupo;
6. Gols marcados em todos os jogos do grupo;
7. Gols marcados fora em todos os jogos do grupo;
8. Vitórias em todas as partidas do grupo;
9. Vitórias fora em todos os jogos do grupo;
10. Pontos disciplinares (cartão vermelho direto = 3 pontos; duplo cartão amarelo = 3 pontos; único cartão amarelo = 1 ponto);
11. Coeficiente de clubes da UEFA .

Devido à abolição da regra dos gols fora de casa, os gols fora de casa não são mais aplicados como critério de desempate a partir desta temporada. No entanto, o total de gols fora ainda é aplicado como critério de desempate.

## Potes
| Pote 1              | Coef.   |
| ------------------- | ------- |
| Real Madrid         | 124.000 |
| Eintracht Frankfurt | 61.000  |
| Manchester City     | 134.000 |
| Milan               | 38.000  |
| Bayern de Munique   | 138.000 |
| Paris Saint-Germain | 112.000 |
| Porto               | 80.000  |
| Ajax                | 82.500  |

| Pote 2             | Coef.   |
| ------------------ | ------- |
| Liverpool          | 134.000 |
| Chelsea            | 123.000 |
| Barcelona          | 114.000 |
| Juventus           | 107.000 |
| Atlético de Madrid | 105.000 |
| Sevilla            | 91.000  |
| RB Leipzig         | 83.000  |
| Tottenham          | 83.000  |

| Pote 3             | Coef.  |
| ------------------ | ------ |
| Borussia Dortmund  | 78.000 |
| Red Bull Salzburgo | 71.000 |
| Shakhtar Donetsk   | 71.000 |
| Internazionale     | 67.000 |
| Napoli             | 66.000 |
| Benfica            | 61.000 |
| Sporting           | 55.500 |
| Bayer Leverkusen   | 53.000 |

| Pote 4                 | Coef.  |
| ---------------------- | ------ |
| Rangers                | 50.250 |
| Dínamo Zagreb          | 49.500 |
| Olympique de Marseille | 44.000 |
| København              | 40.500 |
| Brugge                 | 38.500 |
| Celtic                 | 33.000 |
| Viktoria Plzeň         | 31.000 |
| Maccabi Haifa          | 7.000  |

| Legenda                                                                                    |
| Líderes e vice-líderes de grupo e classifcado às oitavas de final                          |
| 3º lugar e classificado ao Play-off da fase eliminatória da Liga Europa da UEFA de 2022–23 |

## Grupos

### Grupo A
| Pos | Equipe    | Pts | J | V | E | D | GP | GC | SG  | Classificado                     |  | NAP | LIV | AJX | RAN |
| --- | --------- | --- | - | - | - | - | -- | -- | --- | -------------------------------- |  | --- | --- | --- | --- |
| 1   | Napoli    | 15  | 6 | 5 | 0 | 1 | 20 | 6  | +14 | Classificado às oitavas de final |  | —   | 4–1 | 4–2 | 3–0 |
| 2   | Liverpool | 15  | 6 | 5 | 0 | 1 | 17 | 6  | +11 | Classificado às oitavas de final |  | 2–0 | —   | 2–1 | 2–0 |
| 3   | Ajax      | 6   | 6 | 2 | 0 | 4 | 11 | 16 | −5  | Transferido para Liga Europa     |  | 1–6 | 0–3 | —   | 4–0 |
| 4   | Rangers   | 0   | 6 | 0 | 0 | 6 | 2  | 22 | −20 | Eliminado                        |  | 0–3 | 1–7 | 1–3 | —   |

1. 1 2  Empatados no confronto direto. Diferença de gols no confronto direto: Napoli +1, Liverpool -1.

| 7 de setembro de 2022 | Ajax                                                  | 4 – 0     | Rangers | Johan Cruijff Arena, Amsterdam              |
| 18:45                 | Álvarez 17' · Berghuis 32' · Kudus 33' · Bergwijn 80' | Relatório |         | Público: 52 862 Árbitro: GER Tobias Stieler |

| 7 de setembro de 2022 | Napoli                                                     | 4 – 1     | Liverpool     | Estádio Diego Armando Maradona, Nápoles              |
| 21:00                 | Zieliński 5' (pen), 47' · Zambo Anguissa 31' · Simeone 44' | Relatório | Luis Díaz 49' | Público: 51 793 Árbitro: ESP Carlos del Cerro Grande |

| 13 de setembro de 2022 | Liverpool             | 2 – 1     | Ajax      | Anfield, Liverpool                             |
| 21:00 (20:00 BST)      | Salah 17' · Matip 89' | Relatório | Kudus 27' | Público: 52 387 Árbitro: POR Artur Soares Dias |

| 14 de setembro de 2022 | Rangers | 0 – 3     | Napoli                                              | Ibrox Stadium, Glasgow                           |
| 21:00 (20:00 BST)      |         | Relatório | Politano 68' (pen) · Raspadori 85' · Ndombélé 90+1' | Público: 50 121 Árbitro: ESP Antonio Mateu Lahoz |

| 4 de outubro de 2022 | Liverpool                             | 2 – 0     | Rangers | Anfield, Liverpool                          |
| 21:00 (20:00 BST)    | Alexander-Arnold 7' · Salah 53' (pen) | Relatório |         | Público: 49 512 Árbitro: FRA Clément Turpin |

| 4 de outubro de 2022 | Ajax     | 1 – 6     | Napoli                                                                                | Johan Cruijff Arena, Amsterdam                 |
| 21:00                | Kudus 9' | Relatório | Raspadori 18', 47' · Di Lorenzo 33' · Zieliński 45' · Kvaratskhelia 63' · Simeone 81' | Público: 52 896 Árbitro: FRA François Letexier |

| 12 de outubro de 2022 | Napoli                                                            | 4 – 2     | Ajax                              | Estádio Diego Armando Maradona, Nápoles   |
| 18:45                 | Lozano 4' · Raspadori 16' · Kvaratskhelia 62' (pen) · Osimhen 90' | Relatório | Klaassen 49' · Bergwijn 83' (pen) | Público: 52 229 Árbitro: GER Felix Zwayer |

| 12 de outubro de 2022 | Rangers     | 1 – 7     | Liverpool                                                        | Ibrox Stadium, Glasgow                     |
| 21:00 (20:00 BST)     | Arfield 17' | Relatório | Firmino 24', 55' · Núñez 66' · Salah 76', 80', 81' · Elliott 87' | Público: 48 820 Árbitro: SVN Slavko Vinčić |

| 26 de outubro de 2022 | Napoli                          | 3 – 0     | Rangers | Estádio Diego Armando Maradona, Nápoles       |
| 21:00                 | Simeone 11', 16' · Østigård 80' | Relatório |         | Público: 39 835 Árbitro: TUR Halil Umut Meler |

| 26 de outubro de 2022 | Ajax | 0 – 3     | Liverpool                           | Johan Cruijff Arena, Amsterdam                           |
| 21:00                 |      | Relatório | Salah 42' · Núñez 49' · Elliott 52' | Público: 53 327 Árbitro: ESP José María Sánchez Martínez |

| 1 de novembro de 2022 | Liverpool               | 2 – 0     | Napoli | Anfield, Liverpool                          |
| 21:00 (20:00 GMT)     | Salah 85' · Núñez 90+8' | Relatório |        | Público: 52 077 Árbitro: GER Tobias Stieler |

| 1 de novembro de 2022 | Rangers             | 1 – 3     | Ajax                                              | Ibrox Stadium, Glasgow                    |
| 21:00 (20:00 GMT)     | Tavernier 87' (pen) | Relatório | Berghuis 4' · Kudus 29' · Francisco Conceição 89' | Público: 48 817 Árbitro: SWE Glenn Nyberg |

### Grupo B
| Pos | Equipe             | Pts | J | V | E | D | GP | GC | SG | Classificado                     |  | POR | BRU | LEV | ATM |
| --- | ------------------ | --- | - | - | - | - | -- | -- | -- | -------------------------------- |  | --- | --- | --- | --- |
| 1   | Porto              | 12  | 6 | 4 | 0 | 2 | 12 | 7  | +5 | Classificado às oitavas de final |  | —   | 0–4 | 2–0 | 2–1 |
| 2   | Brugge             | 11  | 6 | 3 | 2 | 1 | 7  | 4  | +3 | Classificado às oitavas de final |  | 0–4 | —   | 1–0 | 2–0 |
| 3   | Bayer Leverkusen   | 5   | 6 | 1 | 2 | 3 | 4  | 8  | −4 | Transferido para Liga Europa     |  | 0–3 | 0–0 | —   | 2–0 |
| 4   | Atlético de Madrid | 5   | 6 | 1 | 2 | 3 | 5  | 9  | −4 | Eliminado                        |  | 2–1 | 0–0 | 2–2 | —   |

1. 1 2  Pontos no confronto direto: Bayer Leverkusen 4, Atlético Madrid 1.

| 7 de setembro de 2022 | Atlético de Madrid               | 2 – 1     | Porto             | Estádio Metropolitano, Madrid                 |
| 21:00                 | Hermoso 90+1' · Griezmann 90+11' | Relatório | Uribe 90+6' (pen) | Público: 51 777 Árbitro: POL Szymon Marciniak |

| 7 de setembro de 2022 | Brugge    | 1 – 0     | Bayer Leverkusen | Estádio Jan Breydel, Bruges               |
| 21:00                 | Sylla 42' | Relatório |                  | Público: 21 235 Árbitro: BIH Irfan Peljto |

| 13 de setembro de 2022 | Porto | 0 – 4     | Brugge                                                   | Estádio do Dragão, Porto                             |
| 21:00 (20:00 WEST)     |       | Relatório | Jutglà 15' (pen) · Sowah 47' · Skov Olsen 52' · Nusa 89' | Público: 39 225 Árbitro: GRE Anastasios Sidiropoulos |

| 13 de setembro de 2022 | Bayer Leverkusen        | 2 – 0     | Atlético de Madrid | BayArena, Leverkusen                        |
| 21:00                  | Andrich 84' · Diaby 87' | Relatório |                    | Público: 25 825 Árbitro: ENG Michael Oliver |

| 4 de outubro de 2022 | Porto                  | 2 – 0     | Bayer Leverkusen | Estádio do Dragão, Porto                    |
| 21:00 (20:00 WEST)   | Zaidu 69' · Galeno 87' | Relatório |                  | Público: 42 399 Árbitro: ENG Anthony Taylor |

| 4 de outubro de 2022 | Brugge                 | 2 – 0     | Atlético de Madrid | Estádio Jan Breydel, Bruges                |
| 21:00                | Sowah 36' · Jutglà 62' | Relatório |                    | Público: 25 667 Árbitro: ROU István Kovács |

| 12 de outubro de 2022 | Atlético de Madrid | 0 – 0     | Brugge | Estádio Metropolitano, Madrid               |
| 18:45                 |                    | Relatório |        | Público: 60 810 Árbitro: NED Danny Makkelie |

| 12 de outubro de 2022 | Bayer Leverkusen | 0 – 3     | Porto                                   | BayArena, Leverkusen                       |
| 21:00                 |                  | Relatório | Galeno 6' · Taremi 53' (pen), 64' (pen) | Público: 30 210 Árbitro: ROU István Kovács |

| 26 de outubro de 2022 | Brugge | 0 – 4     | Porto                                           | Estádio Jan Breydel, Bruges                 |
| 18:45                 |        | Relatório | Taremi 33', 70' · Evanilson 57' · Eustáquio 60' | Público: 26 144 Árbitro: ENG Michael Oliver |

| 26 de outubro de 2022 | Atlético de Madrid         | 2 – 2     | Bayer Leverkusen           | Estádio Metropolitano, Madrid               |
| 21:00                 | Carrasco 22' · De Paul 50' | Relatório | Diaby 9' · Hudson-Odoi 29' | Público: 63 803 Árbitro: FRA Clément Turpin |

| 1 de novembro de 2022 | Porto                     | 2 – 1     | Atlético de Madrid   | Estádio do Dragão, Porto                    |
| 18:45 (17:45 WET)     | Taremi 5' · Eustáquio 24' | Relatório | Marcano 90+5' (g.c.) | Público: 47 546 Árbitro: ITA Daniele Orsato |

| 1 de novembro de 2022 | Bayer Leverkusen | 0 – 0     | Brugge | BayArena, Leverkusen                          |
| 18:45                 |                  | Relatório |        | Público: 30 210 Árbitro: ITA Maurizio Mariani |

### Grupo C
| Pos | Equipe            | Pts | J | V | E | D | GP | GC | SG  | Classificado                     |  | BAY | INT | BAR | PLZ |
| --- | ----------------- | --- | - | - | - | - | -- | -- | --- | -------------------------------- |  | --- | --- | --- | --- |
| 1   | Bayern de Munique | 18  | 6 | 6 | 0 | 0 | 18 | 2  | +16 | Classificado às oitavas de final |  | —   | 2–0 | 2–0 | 5–0 |
| 2   | Internazionale    | 10  | 6 | 3 | 1 | 2 | 10 | 7  | +3  | Classificado às oitavas de final |  | 0–2 | —   | 1–0 | 4–0 |
| 3   | Barcelona         | 7   | 6 | 2 | 1 | 3 | 12 | 12 | 0   | Transferido para Liga Europa     |  | 0–3 | 3–3 | —   | 5–1 |
| 4   | Viktoria Plzeň    | 0   | 6 | 0 | 0 | 6 | 5  | 24 | −19 | Eliminado                        |  | 2–4 | 0–2 | 2–4 | —   |

| 7 de setembro de 2022 | Barcelona                                                    | 5 – 1     | Viktoria Plzeň | Camp Nou, Barcelona                          |
| 21:00                 | Kessié 13' · Lewandowski 34', 45+3', 67' · Ferran Torres 71' | Relatório | Sýkora 44'     | Público: 77 411 Árbitro: BEL Lawrence Visser |

| 7 de setembro de 2022 | Internazionale | 0 – 2     | Bayern de Munique                | San Siro, Milão                             |
| 21:00                 |                | Relatório | Sané 25' · D'Ambrosio 66' (g.c.) | Público: 58 951 Árbitro: FRA Clément Turpin |

| 13 de setembro de 2022 | Viktoria Plzeň | 0 – 2     | Internazionale           | Doosan Arena, Plzeň                         |
| 18:45                  |                | Relatório | Džeko 20' · Dumfries 70' | Público: 11 252 Árbitro: SUI Sandro Schärer |

| 13 de setembro de 2022 | Bayern de Munique           | 2 – 0     | Barcelona | Allianz Arena, Munique                      |
| 21:00                  | L. Hernández 50' · Sané 54' | Relatório |           | Público: 75 000 Árbitro: NED Danny Makkelie |

| 4 de outubro de 2022 | Bayern de Munique                                        | 5 – 0     | Viktoria Plzeň | Allianz Arena, Munique                        |
| 18:45                | Sané 7', 50' · Gnabry 13' · Mané 21' · Choupo-Moting 59' | Relatório |                | Público: 75 000 Árbitro: MNE Nikola Dabanović |

| 4 de outubro de 2022 | Internazionale   | 1 – 0     | Barcelona | San Siro, Milão                            |
| 21:00                | Çalhanoğlu 45+2' | Relatório |           | Público: 71 368 Árbitro: SVN Slavko Vinčić |

| 12 de outubro de 2022 | Barcelona                            | 3 – 3     | Internazionale                          | Camp Nou, Barcelona                           |
| 21:00                 | Dembélé 40' · Lewandowski 82', 90+2' | Relatório | Barella 50' · Martínez 63' · Gosens 89' | Público: 92 302 Árbitro: POL Szymon Marciniak |

| 12 de outubro de 2022 | Viktoria Plzeň             | 2 – 4     | Bayern de Munique                         | Doosan Arena, Plzeň                             |
| 21:00                 | Vlkanova 62' · Kliment 75' | Relatório | Mané 10' · Müller 14' · Goretzka 25', 35' | Público: 11 326 Árbitro: POL Bartosz Frankowski |

| 26 de outubro de 2022 | Internazionale                               | 4 – 0     | Viktoria Plzeň | San Siro, Milão                             |
| 18:45                 | Mkhitaryan 35' · Džeko 42', 66' · Lukaku 87' | Relatório |                | Público: 71 849 Árbitro: SWE Andreas Ekberg |

| 26 de outubro de 2022 | Barcelona | 0 – 3     | Bayern de Munique                           | Camp Nou, Barcelona                         |
| 21:00                 |           | Relatório | Mané 10' · Choupo-Moting 31' · Pavard 90+5' | Público: 84 016 Árbitro: ENG Anthony Taylor |

| 1 de novembro de 2022 | Bayern de Munique              | 2 – 0     | Internazionale | Allianz Arena, Munique                     |
| 21:00                 | Pavard 32' · Choupo-Moting 72' | Relatório |                | Público: 75 000 Árbitro: SVK Ivan Kružliak |

| 1 de novembro de 2022 | Viktoria Plzeň       | 2 – 4     | Barcelona                                      | Doosan Arena, Plzeň                        |
| 21:00                 | Chorý 51' (pen), 63' | Relatório | Alonso 6' · Ferran Torres 44', 54' · Torre 75' | Público: 11 258 Árbitro: ROU Radu Petrescu |

### Grupo D
| Pos | Equipe                 | Pts | J | V | E | D | GP | GC | SG | Classificado                     |  | TOT | FRA | SPO | MAR |
| --- | ---------------------- | --- | - | - | - | - | -- | -- | -- | -------------------------------- |  | --- | --- | --- | --- |
| 1   | Tottenham              | 11  | 6 | 3 | 2 | 1 | 8  | 6  | +2 | Classificado às oitavas de final |  | —   | 3–2 | 1–1 | 2–0 |
| 2   | Eintracht Frankfurt    | 10  | 6 | 3 | 1 | 2 | 7  | 8  | −1 | Classificado às oitavas de final |  | 0–0 | —   | 0–3 | 2–1 |
| 3   | Sporting               | 7   | 6 | 2 | 1 | 3 | 8  | 9  | −1 | Transferido para Liga Europa     |  | 2–0 | 1–2 | —   | 0–2 |
| 4   | Olympique de Marseille | 6   | 6 | 2 | 0 | 4 | 8  | 8  | 0  | Eliminado                        |  | 1–2 | 0–1 | 4–1 | —   |

| 7 de setembro de 2022 | Eintracht Frankfurt | 0 – 3     | Sporting                                    | Deutsche Bank Park, Frankfurt              |
| 18:45                 |                     | Relatório | Edwards 65' · Trincão 67' · Nuno Santos 82' | Público: 50 500 Árbitro: ISR Orel Grinfeld |

| 7 de setembro de 2022 | Tottenham            | 2 – 0     | Olympique de Marseille | Tottenham Hotspur Stadium, Londres         |
| 21:00 (20:00 BST)     | Richarlison 76', 81' | Relatório |                        | Público: 57 367 Árbitro: SVN Slavko Vinčić |

| 13 de setembro de 2022 | Sporting                          | 2 – 0     | Tottenham | Estádio José Alvalade, Lisboa                |
| 18:45 (17:45 WEST)     | Paulinho 90' · Arthur Gomes 90+3' | Relatório |           | Público: 39 899 Árbitro: SRB Srđan Jovanović |

| 13 de setembro de 2022 | Olympique de Marseille | 0 – 1     | Eintracht Frankfurt | Stade Vélodrome, Marselha                                |
| 21:00                  |                        | Relatório | Lindstrøm 43'       | Público: 62 500 Árbitro: ESP José María Sánchez Martínez |

| 4 de outubro de 2022 | Olympique de Marseille                             | 4 – 1     | Sporting   | Stade Vélodrome, Marselha              |
| 18:45                | Sánchez 13' · Harit 16' · Balerdi 28' · Mbemba 84' | Relatório | Trincão 1' | Público: 618 Árbitro: ITA Davide Massa |

| 4 de outubro de 2022 | Eintracht Frankfurt | 0 – 0     | Tottenham | Deutsche Bank Park, Frankfurt               |
| 21:00                |                     | Relatório |           | Público: 50 500 Árbitro: ITA Daniele Orsato |

| 12 de outubro de 2022 | Tottenham                     | 3 – 2     | Eintracht Frankfurt     | Tottenham Hotspur Stadium, Londres                   |
| 21:00 (20:00 BST)     | Son 20', 36' · Kane 28' (pen) | Relatório | Kamada 14' · Alidou 87' | Público: 55 180 Árbitro: ESP Carlos del Cerro Grande |

| 12 de outubro de 2022 | Sporting | 0 – 2     | Olympique de Marseille            | Estádio José Alvalade, Lisboa                              |
| 21:00 (20:00 WEST)    |          | Relatório | Guendouzi 20' (pen) · Sánchez 30' | Público: 38 126 Árbitro: ESP Alejandro Hernández Hernández |

| 26 de outubro de 2022 | Tottenham     | 1 – 1     | Sporting    | Tottenham Hotspur Stadium, Londres          |
| 21:00 (20:00 BST)     | Bentancur 80' | Relatório | Edwards 22' | Público: 59 588 Árbitro: NED Danny Makkelie |

| 26 de outubro de 2022 | Eintracht Frankfurt        | 2 – 1     | Olympique de Marseille | Deutsche Bank Park, Frankfurt                  |
| 21:00                 | Kamada 3' · Kolo Muani 27' | Relatório | Guendouzi 22'          | Público: 48 700 Árbitro: ESP Jesús Gil Manzano |

| 1 de novembro de 2022 | Sporting         | 1 – 2     | Eintracht Frankfurt               | Estádio José Alvalade, Lisboa              |
| 21:00 (20:00 WET)     | Arthur Gomes 39' | Relatório | Kamada 62' (pen) · Kolo Muani 72' | Público: 41 744 Árbitro: SVN Slavko Vinčić |

| 1 de novembro de 2022 | Olympique de Marseille | 1 – 2     | Tottenham                    | Stade Vélodrome, Marselha                     |
| 21:00                 | Mbemba 45+2'           | Relatório | Lenglet 54' · Højbjerg 90+5' | Público: 50 768 Árbitro: POL Szymon Marciniak |

### Grupo E
| Pos | Equipe            | Pts | J | V | E | D | GP | GC | SG | Classificado                     |  | CHE | MIL | SAL | DZA |
| --- | ----------------- | --- | - | - | - | - | -- | -- | -- | -------------------------------- |  | --- | --- | --- | --- |
| 1   | Chelsea           | 13  | 6 | 4 | 1 | 1 | 10 | 4  | +6 | Classificado às oitavas de final |  | —   | 3–0 | 1–1 | 2–1 |
| 2   | Milan             | 10  | 6 | 3 | 1 | 2 | 12 | 7  | +5 | Classificado às oitavas de final |  | 0–2 | —   | 4–0 | 3–1 |
| 3   | Red Bull Salzburg | 6   | 6 | 1 | 3 | 2 | 5  | 9  | −4 | Transferido para Liga Europa     |  | 1–2 | 1–1 | —   | 1–0 |
| 4   | Dínamo Zagreb     | 4   | 6 | 1 | 1 | 4 | 4  | 11 | −7 | Eliminado                        |  | 1–0 | 0–4 | 1–1 | —   |

| 6 de setembro de 2022 | Dínamo Zagreb | 1 – 0     | Chelsea | Estádio Maksimir, Zagreb                   |
| 18:45                 | Oršić 13'     | Relatório |         | Público: 20 607 Árbitro: ROU István Kovács |

| 6 de setembro de 2022 | Red Bull Salzburg | 1 – 1     | Milan            | Red Bull Arena, Salzburgo                    |
| 21:00                 | Okafor 28'        | Relatório | Saelemaekers 40' | Público: 29 520 Árbitro: SRB Srđan Jovanović |

| 14 de setembro de 2022 | Milan                                            | 3 – 1     | Dínamo Zagreb | San Siro, Milão                                |
| 18:45                  | Giroud 45' (pen) · Saelemaekers 47' · Pobega 77' | Relatório | Oršić 56'     | Público: 61 341 Árbitro: ESP Jesús Gil Manzano |

| 14 de setembro de 2022 | Chelsea      | 1 – 1     | Red Bull Salzburg | Stamford Bridge, Londres                   |
| 21:00 (20:00 BST)      | Sterling 48' | Relatório | Okafor 75'        | Público: 38 818 Árbitro: SVK Ivan Kružliak |

| 5 de outubro de 2022 | Red Bull Salzburg | 1 – 0     | Dínamo Zagreb | Red Bull Arena, Salzburgo                     |
| 18:45                | Okafor 71' (pen)  | Relatório |               | Público: 28 864 Árbitro: LVA Andris Treimanis |

| 5 de outubro de 2022 | Chelsea                                 | 3 – 0     | Milan | Stamford Bridge, Londres                    |
| 21:00 (20:00 BST)    | Fofana 24' · Aubameyang 56' · James 61' | Relatório |       | Público: 39 537 Árbitro: NED Danny Makkelie |

| 11 de outubro de 2022 | Dínamo Zagreb | 1 – 1     | Red Bull Salzburg | Estádio Maksimir, Zagreb                    |
| 21:00                 | Ljubičić 40'  | Relatório | Seiwald 12'       | Público: 20 779 Árbitro: GER Tobias Stieler |

| 11 de outubro de 2022 | Milan | 0 – 2     | Chelsea                             | San Siro, Milão                             |
| 21:00                 |       | Relatório | Jorginho 21' (pen) · Aubameyang 34' | Público: 75 051 Árbitro: GER Daniel Siebert |

| 25 de outubro de 2022 | Red Bull Salzburg | 1 – 2     | Chelsea                   | Red Bull Arena, Salzburgo                   |
| 18:45                 | Adamu 49'         | Relatório | Kovačić 23' · Havertz 64' | Público: 29 520 Árbitro: SUI Sandro Schärer |

| 25 de outubro de 2022 | Dínamo Zagreb | 0 – 4     | Milan                                                                 | Estádio Maksimir, Zagreb                      |
| 21:00                 |               | Relatório | Gabbia 39' · Rafael Leão 49' · Giroud 59' (pen) · Ljubičić 69' (g.c.) | Público: 20 572 Árbitro: POL Szymon Marciniak |

| 2 de novembro de 2022 | Chelsea                    | 2 – 1     | Dínamo Zagreb | Stamford Bridge, Londres                       |
| 21:00 (20:00 WET)     | Sterling 18' · Zakaria 30' | Relatório | Petković 7'   | Público: 39 392 Árbitro: FRA François Letexier |

| 2 de novembro de 2022 | Milan                                               | 4 – 0     | Red Bull Salzburg | San Siro, Milão                                  |
| 21:00                 | Giroud 14', 57' · Krunić 46' · Junior Messias 90+1' | Relatório |                   | Público: 74 292 Árbitro: ESP Antonio Mateu Lahoz |

### Grupo F
| Pos | Equipe           | Pts | J | V | E | D | GP | GC | SG  | Classificado                     |  | RMA | RBL | SHK | CEL |
| --- | ---------------- | --- | - | - | - | - | -- | -- | --- | -------------------------------- |  | --- | --- | --- | --- |
| 1   | Real Madrid      | 13  | 6 | 4 | 1 | 1 | 15 | 6  | +9  | Classificado às oitavas de final |  | —   | 2–0 | 2–1 | 5–1 |
| 2   | RB Leipzig       | 12  | 6 | 4 | 0 | 2 | 13 | 9  | +4  | Classificado às oitavas de final |  | 3–2 | —   | 1–4 | 3–1 |
| 3   | Shakhtar Donetsk | 6   | 6 | 1 | 3 | 2 | 8  | 10 | −2  | Transferido para Liga Europa     |  | 1–1 | 0–4 | —   | 1–1 |
| 4   | Celtic           | 2   | 6 | 0 | 2 | 4 | 4  | 15 | −11 | Eliminado                        |  | 0–3 | 0–2 | 1–1 | —   |

| 6 de setembro de 2022 | Celtic | 0 – 3     | Real Madrid                                   | Celtic Park, Glasgow                        |
| 21:00 (20:00 BST)     |        | Relatório | Vinícius Júnior 56' · Modrić 60' · Hazard 77' | Público: 57 057 Árbitro: SUI Sandro Schärer |

| 6 de setembro de 2022 | RB Leipzig  | 1 – 4     | Shakhtar Donetsk                         | Red Bull Arena, Leipzig                    |
| 21:00                 | Simakan 57' | Relatório | Shved 16', 58' · Mudryk 76' · Traoré 85' | Público: 41 591 Árbitro: POR João Pinheiro |

| 14 de setembro de 2022 | Shakhtar Donetsk | 1 – 1     | Celtic                | Estádio Wojska Polskiego, Varsóvia (Polônia) |
| 18:45                  | Mudryk 29'       | Relatório | Bondarenko 10' (g.c.) | Público: 20 697 Árbitro: SWE Glenn Nyberg    |

| 14 de setembro de 2022 | Real Madrid                  | 2 – 0     | RB Leipzig | Estádio Santiago Bernabéu, Madrid             |
| 21:00                  | Valverde 80' · Asensio 90+1' | Relatório |            | Público: 54 289 Árbitro: ITA Maurizio Mariani |

| 5 de outubro de 2022 | RB Leipzig                        | 3 – 1     | Celtic   | Red Bull Arena, Leipzig                  |
| 18:45                | Nkunku 27' · André Silva 64', 77' | Relatório | Jota 47' | Público: 45 228 Árbitro: NOR Espen Eskås |

| 5 de outubro de 2022 | Real Madrid                       | 2 – 1     | Shakhtar Donetsk | Estádio Santiago Bernabéu, Madrid          |
| 21:00                | Rodrygo 13' · Vinícius Júnior 28' | Relatório | Zubkov 39'       | Público: 56 011 Árbitro: SVK Ivan Kružliak |

| 11 de outubro de 2022 | Shakhtar Donetsk | 1 – 1     | Real Madrid   | Estádio Wojska Polskiego, Varsóvia (Polônia) |
| 21:00                 | Zubkov 46'       | Relatório | Rüdiger 90+5' | Público: 29 030 Árbitro: ISR Orel Grinfeld   |

| 11 de outubro de 2022 | Celtic | 0 – 2     | RB Leipzig                | Celtic Park, Glasgow                          |
| 21:00 (20:00 BST)     |        | Relatório | Werner 75' · Forsberg 84' | Público: 57 565 Árbitro: TUR Halil Umut Meler |

| 25 de outubro de 2022 | Celtic          | 1 – 1     | Shakhtar Donetsk | Celtic Park, Glasgow                          |
| 21:00 (20:00 BST)     | Giakoumakis 34' | Relatório | Mudryk 58'       | Público: 57 478 Árbitro: NED Serdar Gözübüyük |

| 25 de outubro de 2022 | RB Leipzig                             | 3 – 2     | Real Madrid                               | Red Bull Arena, Leipzig                     |
| 21:00                 | Gvardiol 13' · Nkunku 18' · Werner 81' | Relatório | Vinícius Júnior 44' · Rodrygo 90+3' (pen) | Público: 45 228 Árbitro: ITA Daniele Orsato |

| 2 de novembro de 2022 | Real Madrid                                                                            | 5 – 1     | Celtic   | Estádio Santiago Bernabéu, Madrid               |
| 18:45                 | Modrić 6' (pen) · Rodrygo 21' (pen) · Asensio 51' · Vinícius Júnior 61' · Valverde 71' | Relatório | Jota 84' | Público: 52 511 Árbitro: FRA Stéphanie Frappart |

| 2 de novembro de 2022 | Shakhtar Donetsk | 0 – 4     | RB Leipzig                                                        | Estádio Wojska Polskiego, Varsóvia (Polônia) |
| 18:45                 |                  | Relatório | Nkunku 10' · André Silva 50' · Szoboszlai 62' · Bondar 68' (g.c.) | Público: 26 045 Árbitro: ENG Michael Oliver  |

### Grupo G
| Pos | Equipe            | Pts | J | V | E | D | GP | GC | SG  | Classificado                     |  | MCI | DOR | SEV | COP |
| --- | ----------------- | --- | - | - | - | - | -- | -- | --- | -------------------------------- |  | --- | --- | --- | --- |
| 1   | Manchester City   | 14  | 6 | 4 | 2 | 0 | 13 | 2  | +11 | Classificado às oitavas de final |  | —   | 2–1 | 2–1 | 5–0 |
| 2   | Borussia Dortmund | 9   | 6 | 2 | 3 | 1 | 10 | 5  | +5  | Classificado às oitavas de final |  | 0–0 | —   | 1–1 | 3–0 |
| 3   | Sevilla           | 5   | 6 | 1 | 2 | 3 | 6  | 11 | −5  | Transferido para Liga Europa     |  | 0–4 | 1–4 | —   | 3–0 |
| 4   | København         | 3   | 6 | 0 | 3 | 3 | 1  | 12 | −11 | Eliminado                        |  | 0–0 | 1–1 | 0–0 | —   |

| 6 de setembro de 2022 | Borussia Dortmund                         | 3 – 0     | København | Signal Iduna Park, Dortmund                    |
| 18:45                 | Reus 35' · Guerreiro 42' · Bellingham 83' | Relatório |           | Público: 70 700 Árbitro: FRA François Letexier |

| 6 de setembro de 2022 | Sevilla | 0 – 4     | Manchester City                                 | Estádio Ramón Sánchez Pizjuán, Sevilha    |
| 21:00                 |         | Relatório | Haaland 20', 67' · Foden 58' · Rúben Dias 90+2' | Público: 38 764 Árbitro: ITA Davide Massa |

| 14 de setembro de 2022 | Manchester City          | 2 – 1     | Borussia Dortmund | City of Manchester Stadium, Manchester      |
| 21:00 (20:00 BST)      | Stones 80' · Haaland 84' | Relatório | Bellingham 56'    | Público: 50 441 Árbitro: ITA Daniele Orsato |

| 14 de setembro de 2022 | København | 0 – 0     | Sevilla | Estádio Parken, Copenhaga                 |
| 21:00                  |           | Relatório |         | Público: 34 910 Árbitro: BIH Irfan Peljto |

| 5 de outubro de 2022 | Manchester City                                                          | 5 – 0     | København | City of Manchester Stadium, Manchester      |
| 21:00 (20:00 BST)    | Haaland 7', 32' · Khocholava 39' (g.c.) · Mahrez 55' (pen) · Álvarez 76' | Relatório |           | Público: 51 765 Árbitro: LTU Donatas Rumšas |

| 5 de outubro de 2022 | Sevilla       | 1 – 4     | Borussia Dortmund                                        | Estádio Ramón Sánchez Pizjuán, Sevilha        |
| 21:00                | En-Nesyri 51' | Relatório | Guerreiro 6' · Bellingham 41' · Adeyemi 43' · Brandt 75' | Público: 34 598 Árbitro: ITA Maurizio Mariani |

| 11 de outubro de 2022 | København | 0 – 0     | Manchester City | Estádio Parken, Copenhaga                      |
| 18:45                 |           | Relatório |                 | Público: 35 447 Árbitro: POR Artur Soares Dias |

| 11 de outubro de 2022 | Borussia Dortmund | 1 – 1     | Sevilla     | Signal Iduna Park, Dortmund                  |
| 21:00                 | Bellingham 35'    | Relatório | Nianzou 18' | Público: 81 000 Árbitro: SRB Srđan Jovanović |

| 25 de outubro de 2022 | Sevilla                                  | 3 – 0     | København | Estádio Ramón Sánchez Pizjuán, Sevilha      |
| 18:45                 | En-Nesyri 61' · Isco 88' · Montiel 90+2' | Relatório |           | Público: 29 884 Árbitro: FRA Benoît Bastien |

| 25 de outubro de 2022 | Borussia Dortmund | 0 – 0     | Manchester City | Signal Iduna Park, Dortmund               |
| 21:00                 |                   | Relatório |                 | Público: 81 000 Árbitro: ITA Davide Massa |

| 2 de novembro de 2022 | Manchester City                      | 3 – 1     | Sevilla      | City of Manchester Stadium, Manchester     |
| 21:00 (20:00 GMT)     | Lewis 52' · Álvarez 73' · Mahrez 83' | Relatório | Rafa Mir 31' | Público: 51 610 Árbitro: ISR Orel Grinfeld |

| 2 de novembro de 2022 | København      | 1 – 1     | Borussia Dortmund | Estádio Parken, Copenhaga                   |
| 21:00                 | Haraldsson 41' | Relatório | Hazard 23'        | Público: 31 900 Árbitro: AZE Aliyar Aghayev |

### Grupo H
| Pos | Equipe              | Pts | J | V | E | D | GP | GC | SG  | Classificado                     |  | BEN | PSG | JUV | MHA |
| --- | ------------------- | --- | - | - | - | - | -- | -- | --- | -------------------------------- |  | --- | --- | --- | --- |
| 1   | Benfica             | 14  | 6 | 4 | 2 | 0 | 16 | 7  | +9  | Classificado às oitavas de final |  | —   | 1–1 | 4–3 | 2–0 |
| 2   | Paris Saint-Germain | 14  | 6 | 4 | 2 | 0 | 16 | 7  | +9  | Classificado às oitavas de final |  | 1–1 | —   | 2–1 | 7–2 |
| 3   | Juventus            | 3   | 6 | 1 | 0 | 5 | 9  | 13 | −4  | Transferido para Liga Europa     |  | 1–2 | 1–2 | —   | 3–1 |
| 4   | Maccabi Haifa       | 3   | 6 | 1 | 0 | 5 | 7  | 21 | −14 | Eliminado                        |  | 1–6 | 1–3 | 2–0 | —   |

1. 1 2  Empatados em confrontos diretos, saldo geral de gols e gols marcados no geral. Total de golos marcados fora de casa: Benfica 9, Paris Saint-Germain 6.
2. 1 2  Empatados no confronto direto. A diferença geral de gols é usada como desempate.

| 6 de setembro de 2022 | Paris Saint-Germain | 2 – 1     | Juventus     | Parc des Princes, Paris                     |
| 21:00                 | Mbappé 5', 22'      | Relatório | McKennie 53' | Público: 47 415 Árbitro: ENG Anthony Taylor |

| 6 de setembro de 2022 | Benfica                       | 2 – 0     | Maccabi Haifa | Estádio da Luz, Lisboa                      |
| 21:00 (20:00 WEST)    | Rafa Silva 50' · Grimaldo 54' | Relatório |               | Público: 55 130 Árbitro: SWE Andreas Ekberg |

| 14 de setembro de 2022 | Juventus | 1 – 2     | Benfica                                | Juventus Stadium, Turim                   |
| 21:00                  | Milik 4' | Relatório | João Mário 43' (pen) · David Neres 55' | Público: 34 015 Árbitro: GER Felix Zwayer |

| 14 de setembro de 2022 | Maccabi Haifa | 1 – 3     | Paris Saint-Germain                 | Estádio Sammy Ofer, Haifa                   |
| 21:00 (22:00 UTC+3)    | Chery 24'     | Relatório | Messi 37' · Mbappé 69' · Neymar 88' | Público: 30 421 Árbitro: GER Daniel Siebert |

| 5 de outubro de 2022 | Juventus                       | 3 – 1     | Maccabi Haifa | Juventus Stadium, Turim                     |
| 21:00                | Rabiot 35', 83' · Vlahović 50' | Relatório | David 75'     | Público: 28 498 Árbitro: SUI Sandro Schärer |

| 5 de outubro de 2022 | Benfica           | 1 – 1     | Paris Saint-Germain | Estádio da Luz, Lisboa                         |
| 21:00 (20:00 WEST)   | Danilo 41' (g.c.) | Relatório | Messi 22'           | Público: 62 295 Árbitro: ESP Jesús Gil Manzano |

| 11 de outubro de 2022 | Maccabi Haifa  | 2 – 0     | Juventus | Estádio Sammy Ofer, Haifa                        |
| 18:45 (19:45 UTC+3)   | Atzili 7', 42' | Relatório |          | Público: 30 074 Árbitro: ESP Antonio Mateu Lahoz |

| 11 de outubro de 2022 | Paris Saint-Germain | 1 – 1     | Benfica              | Parc des Princes, Paris                     |
| 21:00                 | Mbappé 40' (pen)    | Relatório | João Mário 62' (pen) | Público: 46 435 Árbitro: ENG Michael Oliver |

| 25 de outubro de 2022 | Paris Saint-Germain                                                             | 7 – 2     | Maccabi Haifa | Parc des Princes, Paris                   |
| 21:00                 | Messi 19', 45' · Mbappé 32', 64' · Neymar 35' · Goldberg 67' (g.c.) · Soler 84' | Relatório | Seck 38', 50' | Público: 46 435 Árbitro: GER Felix Zwayer |

| 25 de outubro de 2022 | Benfica                                                        | 4 – 3     | Juventus                            | Estádio da Luz, Lisboa                       |
| 21:00 (20:00 WEST)    | António Silva 17' · João Mário 28' (pen) · Rafa Silva 35', 50' | Relatório | Kean 21' · Milik 77' · McKennie 79' | Público: 60 131 Árbitro: SRB Srđan Jovanović |

| 2 de novembro de 2022 | Juventus    | 1 – 2     | Paris Saint-Germain          | Juventus Stadium, Turim                              |
| 21:00                 | Bonucci 39' | Relatório | Mbappé 13' · Nuno Mendes 69' | Público: 41 089 Árbitro: ESP Carlos del Cerro Grande |

| 2 de novembro de 2022 | Maccabi Haifa   | 1 – 6     | Benfica                                                                                               | Estádio Sammy Ofer, Haifa                   |
| 21:00 (22:00 UTC+3)   | Chery 26' (pen) | Relatório | Gonçalo Ramos 20' · Musa 59' · Grimaldo 69' · Rafa Silva 73' · Henrique Araújo 88' · João Mário 90+2' | Público: 30 464 Árbitro: ENG Anthony Taylor |